# Gereformeerde kerk (Oisterwijk)
De Gereformeerde Kerk was een protestants kerkgebouw in de tot de Noord-Brabantse gemeente Oisterwijk behorende plaats Oisterwijk. De kerk was gelegen aan de Kivitslaan 3.

## Geschiedenis
De Oisterwijkse Gereformeerden vielen aanvankelijk onder de gereformeerde gemeente van Tilburg. In 1930 bouwden ze een bescheiden kerkje aan de Kivitslaan wat nauwelijks groter was dan een woonhuis en zich kenmerkte door een gebogen dakvorm. Architect was H. van der Schaar. Hier vonden activiteiten plaats als kerkdiensten, evangelisatie en de zondagsschool.
Vanaf omstreeks 1980 kwam het Samen op Weg-proces op gang en ging men steeds meer met de hervormden samenwerken. Het Oisterwijkse deel van de gereformeerden werd onafhankelijk van Tilburg en ging een federatief verband aan met de Hervormden. Het gereformeerde kerkje werd steeds minder intensief gebruikt. In 2004 werd het afgestoten, om in 2007 te worden gesloopt. Er kwamen twee woningen voor in de plaats. 
Voortaan werd gekerkt in de Hervormde Kerk.